# 茶文化
从茶叶的栽培、采茶、制茶，到品茶都有很多文化内涵的内容，是以茶作为载体的物质文明和精神文明的总和。

## 東亞文化圈

### 中国大陸
中国自诩是茶的故乡，汉族人饮茶，传说始于神农时代。直到现在，中国漢人还有民以茶代礼的风俗。古有唐代茶圣陆羽所写的《茶经》，康熙所命名的碧螺春等。除了讲究茶叶收成季节、出产地，如雨前龙井，中国茶艺也注重水源、水温以及茶具的选择，如紫砂壶等。
中國人飲茶，注重一个“品”字。“品茶”不但是鑑别茶的優劣，也带有神思遐想和領略飲茶情趣之意。在百忙之中泡上一壶濃茶，擇雅静之处，自斟自飲，可以消除疲劳、涤烦益思、振奋精神，也可以细啜慢饮，达到美的享受，使精神世界升华到高尚的艺术境界。品茶的环境一般由建筑物、园林、摆设、茶具等因素组成。饮茶要求安静、清新、舒适、干净。中国园林世界闻名，山水风景更是不可胜数。利用园林或自然山水间，用木头做亭子、凳子，搭设茶室，给人一种诗情画意。供人们小憩，不由意趣盎然。
在中国，凡来了客人，沏茶、敬茶的礼仪是备受尊崇的。当有客来访，可征求意见，选用最合来客口味和最佳茶具待客。以茶敬客时，对茶叶适当拼配也是必要的。主人在陪伴客人饮茶时，要注意客人杯、壶中的茶水残留量，一般用茶杯泡茶，如已喝去一半，就要添加开水，随喝随添，使茶水浓度基本保持前后一致，水温适宜。在饮茶时也可适当佐以茶食、糖果、菜肴等，达到调节口味和点心之功效。
中国茶文化的内容主要是茶在中国精神文化中的体现，也是中国茶文化之所以与欧美或日本的茶文化的分别很大的原因。
中国各地由于气候、地理、人文环境不同，风俗习惯不同，喝茶的方式也有很大的区别。

#### 云南
在云南，白族有请來訪賓客喝三道茶的习俗。

#### 西藏
西藏游牧地区喜欢喝砖茶（藏文：ཇ་དཀྲུགས་མ་ja-dkrugs-ma或བསྲུབས་ཇ་bsrubs-ja）。首先要把砖茶砸开，放到水壶中，加清水用火煮，煮沸几分钟后，加入食鹽及牛奶、羊奶或酥油，製成酥油茶；有些地区也放核桃碎。奶茶可以帮助消化，因此牧民有一日三餐茶，一顿饭的习惯，每日清晨，家庭主妇都要准备好奶茶。

#### 香港
在英國殖民統治香港期間，香港人將英國人的奶茶大為改良，以滤网沖泡出很濃的紅茶，再拌以淡奶，由於染了茶色後的濾網看似絲襪，因此被稱為絲襪奶茶。這類茶一般要混合多種茶葉泡製，這是因為餐廳難以倚賴一種茶葉，在短時間內沖出色、香、味俱備的茶水。香港人除了改良奶茶，還很愛直接把檸檬片放入茶中變成檸茶，這種製法與西方主流把檸檬汁混進茶中的做法略有不同。這些飲料一般在街頭巷尾的茶餐廳出售，是香港人的日常飲料。
到茶樓飲茶亦是香港人日常生活的代表文化，較常飲用的有普洱、水仙、菊花、香片、鐵觀音、烏龍。

### 日本

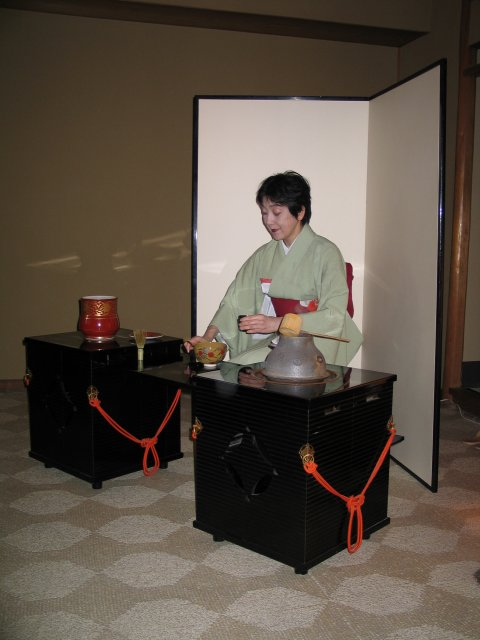
日本茶道

茶文化在公元9世紀時跟随佛教從中國傳入日本，並在日本得以傳承及發展。日本文化亦對泡茶非常講究，喝茶之道成為日本傳統中的重要禮儀。
日本製茶方式來源於中國唐代，和現在中國的製茶方式不同，将採摘的茶葉蒸氣殺青，然後乾製碾碎，製成綠茶末抹茶飲用。由於茶末表面積大，具有較大的表面張力，容易在水面漂浮，因此泡製時必須用竹子特製的茶帚攪拌，使其沉入水中，然後用竹舀將茶液舀出飲用。由於泡製茶葉的手續比較複雜，逐漸演化出一整套儀式，形成日本茶道的各個流派。
日本人喝的茶，除了綠茶為主的煎茶，還有混入炒香了的玄米與綠茶配搭而成的玄米茶，以及混和了小麥的麥茶。

### 台灣
台灣飲茶的歷史甚早，早在西元17世紀以前台灣原住民便已有採野生山茶製茶飲用的習慣。但茶在台灣真正的興盛，主要是18、19世紀間，由柯朝、林鳳池、張迺妙與張迺乾兄弟等從福建一帶逐步引進茶苗與技術，於台灣北部瑞芳、石碇、坪林、木柵與中部鹿谷凍頂山一帶闢園植茶、製茶；之後，19世紀中葉，來自英國的茶商約翰杜德的寶順洋行首度將台灣烏龍茶引介至海外並獲得成功與口碑後，正式展開了台灣百餘年以外銷為主的製茶史。1970～1980年代台灣經濟起飛，人們對於生活與飲食有了新的追求，於是各地「茶藝館」紛紛成立，成為人們遊憩生活裡很重要的品茗空間。
現今知名度最高的台灣十大名茶是：凍頂烏龍茶、阿里山烏龍茶、東方美人茶、日月潭紅玉紅茶、松柏長青茶、木柵鐵觀音、阿里山珠露茶、高山茶、龍泉茶和日月潭阿薩姆紅茶，以及目前崛起的宜蘭蜜香紅茶、台東縣鹿野紅烏龍茶。
座落於坪林的茶業博物館是一座閩南安溪風格的四合院建築，也是世界上第二座茶業博物館。主要館藏有茶事、茶史、茶藝等，涵蓋茶葉的成分、茶樹的品種、茶葉的分類、茶葉的產銷、臺灣茶園的分布、唐宋製茶器具、各代製茶法、現代製茶的過程等知識。
鶯歌為現今台灣茶具製造的重鎮，其轄區內的陶瓷博物館則是全台灣唯一一座以陶瓷為主題的博物館，甚具特色。
台灣在1980年代發明了珍珠奶茶，不僅風行台灣大街小巷，也在香港、中國大陸、北美，甚至歐洲流行，使得茶飲在各種包裝飲料與連鎖咖啡館夾擊的現代仍能廣受不分年齡層的歡迎。

### 朝鮮

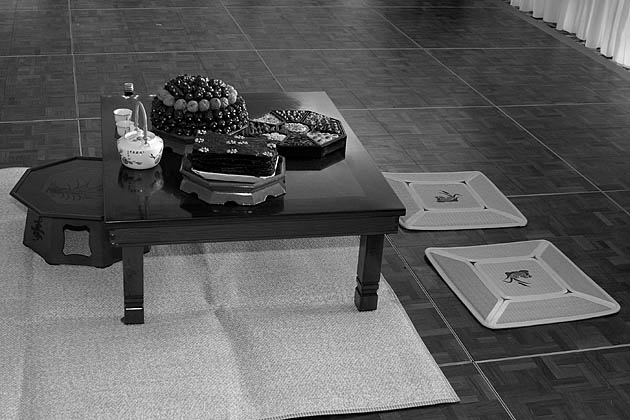
韩国茶具

除了中国以外，朝鲜喝茶也有一定的历史，有自己的茶道传统和饮茶用具。

### 蒙古
蒙古人喜欢喝砖茶。首先要把砖茶砸开，放到水壶中，加清水用火煮，煮沸几分钟，并进行搅拌，直至茶汤发亮，再加入食鹽及牛奶，製成奶茶。上桌时，要搭配奶皮、奶豆腐以及各种茶点。奶茶是寒冷的牧区保暖的重要方式，因此牧民有一日三餐茶，一顿饭的习惯，每日清晨，家庭主妇都要准备好奶茶。

## 东南亞文化圈

### 馬來西亞
而英國紅茶的另一旁支是馬來半島印度裔人的拉茶，當地的印度裔人把紅茶和奶混合後，不斷拋來拋去，就像拉出來一般，因此稱作拉茶。而拉茶也是馬來半島一種表演方式。
南洋華人自多個時間點南下，在馬來半島開展了漢文化的生活，船隻被季候風推移著在海峽兩島間，而支撐著人們的除了蕃薯，就是中國茶。它給予人們身體最基本的元素，以致耐力倔強。茶｜Dea （页面存档备份，存于）
看看大馬茶人的故事

## 南亞文化圈

### 印度
印度有一种茶品，一般人稱為“Masala Chai”，就是印度香料茶或稱為印度奶茶、“印度茶那提”。在紅茶中加入牛奶或鮮乳、糖、薑、胡椒和各种香料，如豆蔻、桂皮、丁香等，这种茶已经由印度裔人传入美国，乃至於世界各地。

## 西亚文化圈

### 土耳其
土耳其人喝茶很普遍，土耳其茶（土耳其语：çay）属于红茶的一种。土耳其人最早喝咖啡，但是20世纪初土耳其奥斯曼帝国垮台之后，原来属于土耳其的可以种植咖啡的阿拉伯地区脱离土耳其，土耳其不得不进口咖啡。而在土耳其本土的黑海东南岸地区可以种植茶树，于是土耳其人逐渐开始喝本国出产的红茶。
土耳其人的好客熱情，請喝茶更是他們的一種傳統的習俗。主人往往熱情的提供一杯土耳其茶、土耳其咖啡或是蘋果茶。土耳其茶喝起來較苦，雖然茶味濃濃，卻不是那麼討喜；土耳其咖啡香郁撲鼻，然而濃的化不開的感覺並不是每個初饮者都可以接受的。只有土耳其盛產的蘋果茶，可以說是老少咸宜，男女皆愛。酸酸甜甜的蘋果茶，濃濃的蘋果味加上茶香，尤其是在透著清寒的秋日，喝起來格外的舒爽。而土耳其街上最多的不是咖啡廳，而是茶館，土耳其人还十分喜歡到茶館喝茶並聊天。

## 歐美茶文化

### 俄羅斯茶文化

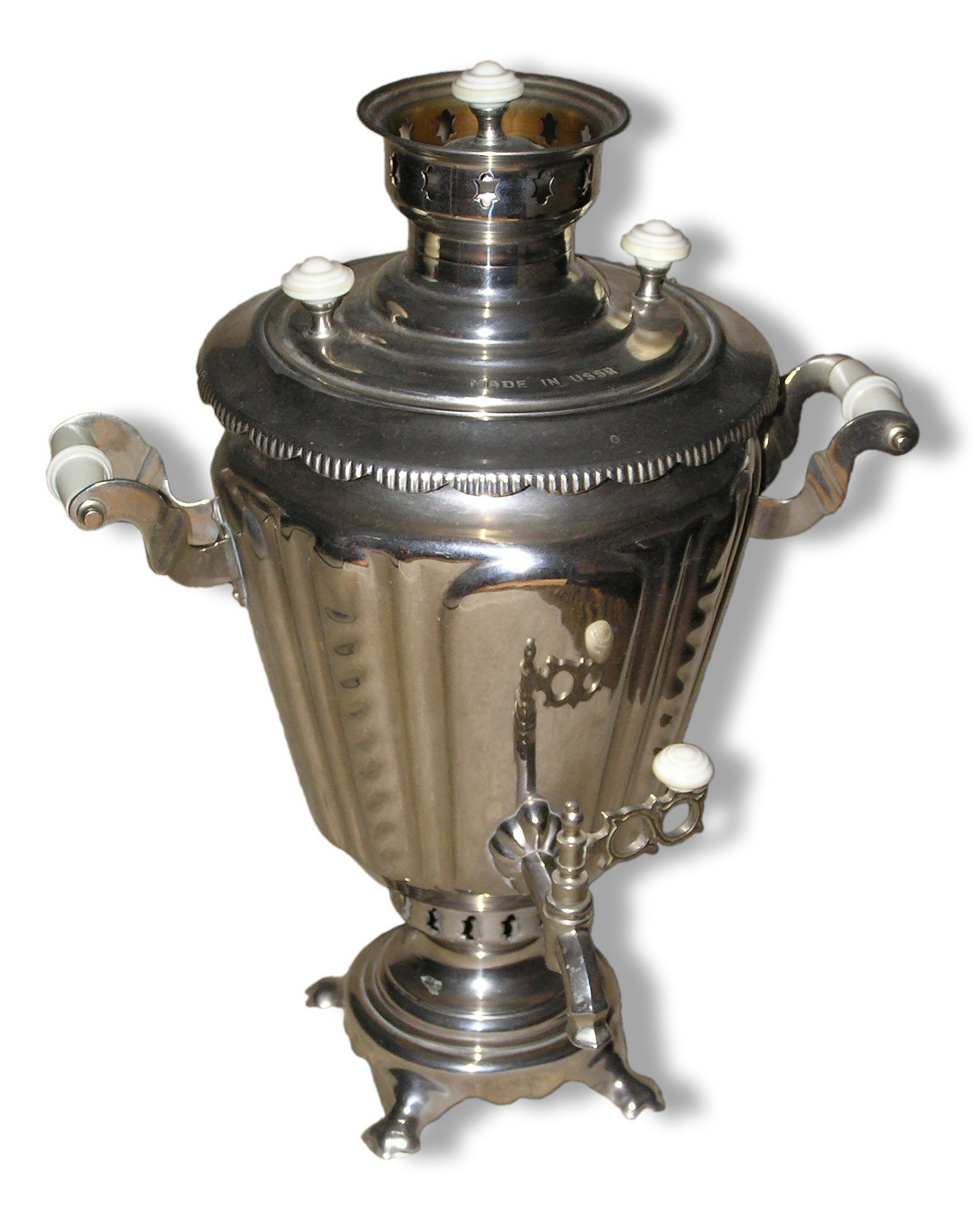
19世纪的俄罗斯茶炊

在西方，最早从中国传入茶叶的是俄罗斯，从中国经过蒙古草原到俄罗斯，曾有一条“茶叶之路”。俄罗斯人发明了煮茶的“茶炊”，类似一个小锅炉，一般用铜制，中间生炭火，上面有一个煮茶的茶壶，下面有一个龙头，煮好的浓茶用龙头中的水冲稀，加糖和柠檬汁饮用，即檸檬茶。随时可以提供热茶水，是寒冷的俄罗斯气候下，家庭必备的设施。现在一般用电加热，也有用不锈钢制造的。由于非常普及，所以可以设计制造成各种装饰花样，是俄罗斯家庭比较显眼的家具。

### 英國
英国人从1660年代开始进口茶叶。当时葡萄牙公主布拉干薩的凱瑟琳嫁给英国国王查理二世，她把喝茶的爱好带进英国宫廷。开始英国人从荷兰进口茶叶，1689年（康熙二十八年）英国东印度公司首次直接从中國廈門进口茶叶运回伦敦。到1750年代，茶叶已经变成英国人的全民饮料。由于英国从中国大量进口茶叶，而中国从英国进口货物很少，两国出现巨额贸易逆差。英国一方面从中国引进茶树到其印度和其他殖民地种植，另一方面在印度殖民地种植罂粟，制造鸦片出口中国，最终引起鸦片战争。
在英国和爱尔兰，“茶”（tea）不仅指这种饮料的名称，而是有下午便餐的意思，即英式下午茶。英國人多喝紅茶，茶種包括英国早餐茶（English Breakfast Tea）和格雷伯爵茶（Earl Grey），由中國傳入的茉莉茶，以及日本傳入的綠茶，也成了英國茶的標準部分。英國人喝茶，頗成癡好，也十分隆重，早上一醒來，清晨6點，空著肚子就要喝「床茶」，上午11點再喝一次「晨茶」，午飯後又喝一次「下午茶」，晚飯後還要喝一次「晚茶」。就是說，正規的，一天起碼4頓。英國人泡茶是泡茶葉末，連袋一起放在熱水杯裡，不是以水沖茶，而是以茶袋浸入熱水裡，一小袋茶只泡一杯水，喝完就丟棄。家庭飲用時，由於茶葉很碎，通常茶壺裡還有個過濾杯，用開水沖下去，過濾而出，再加入糖及牛奶或檸檬而喝。

### 美國
歐洲飲茶也有很長的歷史，一些人移民到美國後，習慣也帶了過來。可以说美国的独立是由茶叶引起的。1773年，英国公布一项法令，规定只有英国东印度公司可以在北美殖民地垄断经营进口茶叶。波士顿从事走私茶叶的商人们于当年12月16日，将英国东印度公司的货船上的茶叶倾倒在海水中，用来抗击垄断－他們被稱為茶葉黨。这个事件引起英国对北美殖民地的高压制裁，最终导致美国独立革命发生。美國人飲茶講求效率、方便，不願為沖泡茶葉、傾倒茶渣而浪費時間和動作，他們似乎也不願在茶杯裡出現任何茶葉的痕跡，因此，喜歡喝速溶茶，這與喝咖啡的原理幾乎一樣。在美國，茶消耗量佔第二位，僅次於咖啡。
除源自於歐洲的西方茶文化外，美國市場上的東方茶（烏龍茶、綠茶等）有上百種，但多是罐裝的冷飲茶（檸檬紅茶）。美國人與中國人飲茶不同，大多數人喜歡飲冰茶，而不是熱茶。飲用時，先在冷飲茶中放冰塊，或事先將冷飲茶放入冰箱冰好，聞之冷香沁鼻，啜飲涼齒爽口，頓覺胸中清涼，如沐春風。另外除了預裝茶外，美國很多餐廳也以茶作為主要飲料，而美國人有在任何茶（包括東方茶）加上糖之習慣。

### 德國
1657年茶叶出现在德国的药店，但是除了东弗里西亚（今下萨克森）一带地区之外，没有赢得德国人太多的兴趣。现在德國人也喜歡飲茶。比如，德國也產花茶，但不是用茉莉花，玉蘭花或米蘭花等窨制過的茶葉，而是用各種花瓣加上蘋果、山楂等果干製成的，裡面一片茶葉也沒有，真正是「有花無茶」。中國花茶講究花味之香遠；德國花茶，追求花瓣之真實。德國花茶飲時需放糖，不然因花香太盛，有股澀酸味。德國人也買中國茶葉，但居家飲茶是用沸水將放在細密的金屬篩子上的茶葉不斷地沖，沖下的茶水通過安裝於篩子下的漏斗流到茶壺內，之後再將茶葉倒掉。與東方茶相較，德國茶味道較為清淡。

## 拉丁美洲

### 阿根廷
馬黛茶是一種常綠灌木葉子，生長在南美洲的一些地方，阿根廷溫潤潮濕的氣候和充足的陽光，很適於這種樹木生長，加之當地人有愛喝這種茶的傳統，使之成為最大的馬黛茶生產國。
阿根廷及其他拉丁美洲人愛喝馬黛茶，馬黛茶是當地人民生活中不可缺少的飲料。當地人傳統的喝茶方式很特別。一家人或是一堆朋友圍坐在一起，一把泡有馬黛茶葉的茶壺裡插上一根吸管，在座的人一個挨一個地傳著吸茶，邊吸邊聊。壺裡的水快吸乾的時候，再續上熱開水接著吸，一直吸到聚會散了為止。

## 非洲
北非的摩洛哥、突尼斯、毛里塔尼亞等都喜歡綠茶，但飲用時總要在茶葉裡加入少量的紅糖或冰塊，有的則喜歡加入薄荷葉或薄荷汁，稱為「薄荷茶」。這種茶清香甜涼，喝起來有涼心潤肺之感。由於北非人多信奉伊斯蘭教，不許飲酒，卻可飲茶。因此，飲茶成了待客佳品，客人來訪時，見面「三杯茶」，按禮節，客人應當看主人的面，一飲而盡，否則視為失禮。
埃及人喜歡甜茶。他們招待客人，常在茶裡放許多白糖，同時送來一杯供稀釋茶水用的生冷水。這種濃甜茶只要喝上二、三杯，嘴裡就會感到黏黏糊糊的。